# جوليس فرنسوا إميل كرانتز
جوليس فرنسوا إميل كرانتز (بالفرنسية: Jules François Émile Krantz)‏ هو ضابط بحري فرنسي، ولد في 29 ديسمبر 1821 في جيفيت في فرنسا، وتوفي في 25 فبراير 1914 في تولون في فرنسا.